# Sauvagesia longifolia
Sauvagesia longifolia là một loài thực vật có hoa trong họ Ochnaceae. Loài này được Eichler miêu tả khoa học đầu tiên năm 1871.